# Verde-oliva
Oliva, ou verde-oliva, ou ainda verde-amarelo é uma cor terciária intermediária entre o amarelo e o verde.

É uma cor abundante na natureza, estando associada não só à oliveira mas também a muitas espécies de gramíneas. Em suas variedades mais claras, tem efeito fosforescente e é utilizada em avisos de segurança para obras. Em alguns idiomas, o nome "oliva" é usado para as variedades mais escuras e o nome "chartreuse" para as variedades mais claras, por ser também a cor de um licor francês assim chama mais atenção. Essa cor geralmente é associada ao serviço militar, por ser a cor usada na farda dos soldados.

## Natureza

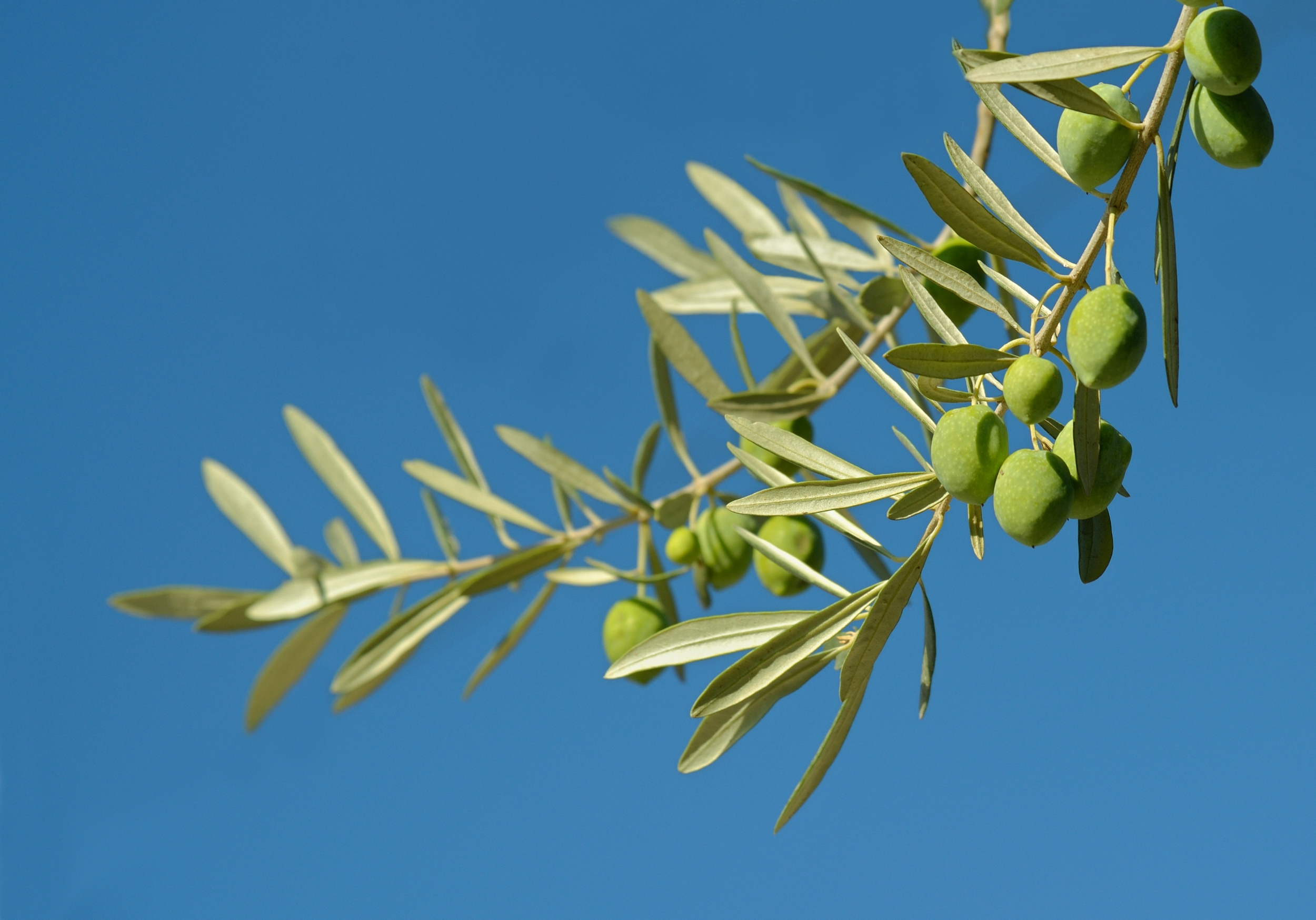
Azeitonas, raro elemento natural com essa cor.

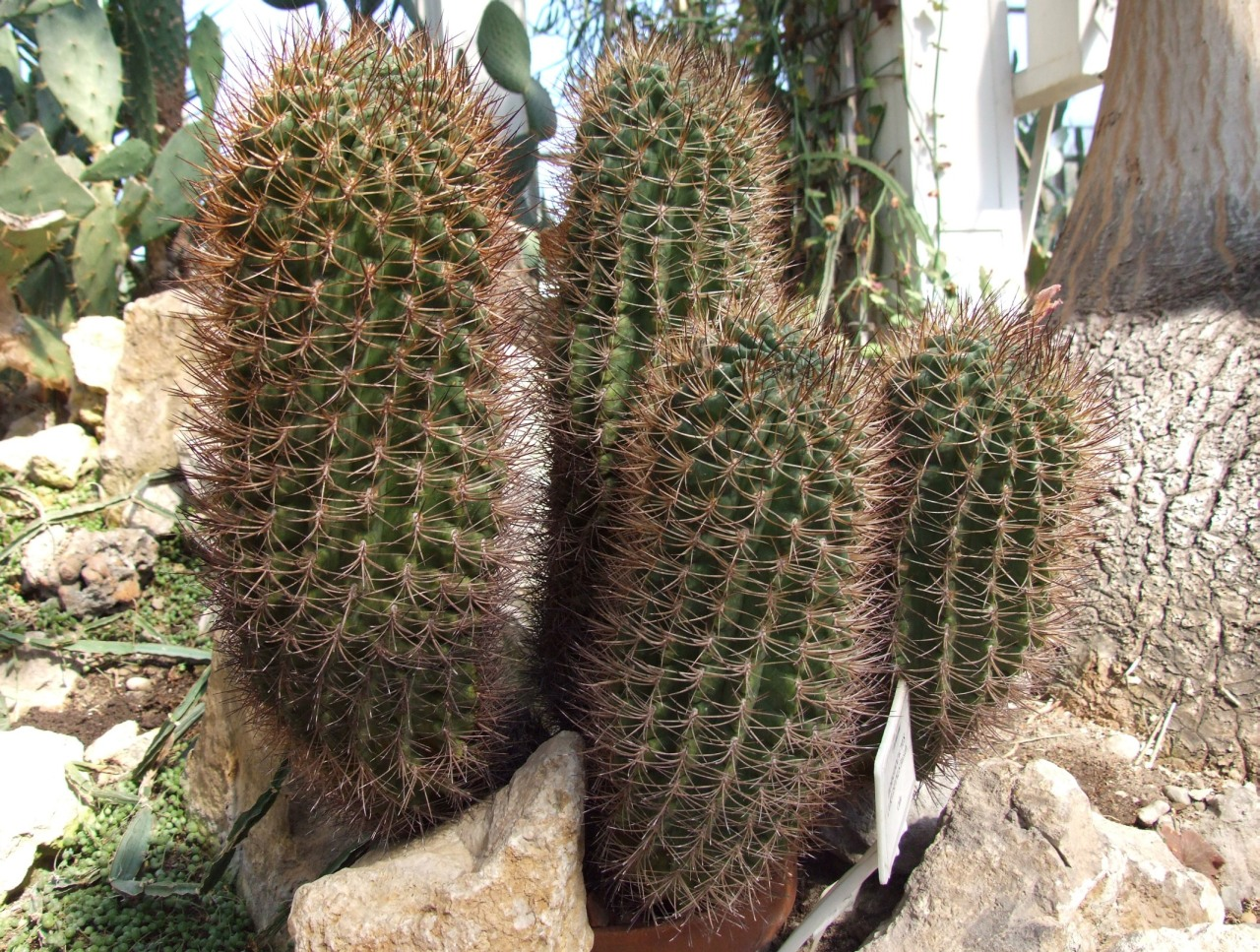
Espécie de Cacto.

Algumas espécies de cactos possuem essa coloração cor de oliva. A coloração é criada a partir da pigmentação de Clorofila e Carotenoide, que dão as cores verde e amarelo, respectivamente. Quando ambos são misturados, o resultado é a cor-de-oliva.